# Apocalipsa lui Pavel
Există două cărți apocrife care se referă la Pavel, ambele menționate de autorii din vechime: pe de o parte, este "Înălțarea lui Pavel", adoptată de cainiți și de gnostici (Epiphanius ne spune că acești cainiți au falsificat o carte plină de scorneli de negrăit în numele lui Pavel, carte ce mai este folosită și de cei ce își spun gnostici, pe care ei o numesc "Anabaticon a lui Pavel", zicând ei că acolo se află cuvintele apostolului atunci când acesta a fost luat în al treilea cer – Her., 38. 2); de cealaltă parte, avem "Apocalipsa lui Pavel", despre care vorbesc Augustin și Sozomen.

## Manuscrisul
Pare să nu existe nici o îndoială asupra faptului că textul de față, descoperit de Tischendorf în 1843 și publicat de el în 1866 este lucrarea menționată de Augustin și Sozomen. Numeroase autorități se referă la acest text; unele din acestea atribuie paternitatea lucrării lui Paul de Samosata, întemeietorul sectei paulicienilor. Originalul a fost probabil redactat în greacă. Se cunosc mai multe versiuni ale acestui text în coptă, siriacă și arabă; cea mai bună este în siriacă. Una dintre versiunile siriace, provenită dintr-un manuscris Urumiyeh, a fost tradusă în engleză de un misionar american în 1864. Această traducere, sau mari porțiuni din ea, este tipărită de Tischendorf împreună cu ediția textului stabilit de el. Bazându-se pe niște probe destul de puternice, Tischendorf plasează textul în jurul anului 380. Acesta se regăsește într-un manuscris milanez care nu este mai vechi de secolul al XV-lea. Mai există un manuscris cu două secole mai vechi, însă ambele par să fie copiate după același original. Cel siriac este cu siguranță mai vechi decât cel grec și, în acord cu tradiția răsăriteană, mai bogat în detalii.

## Povestea
- Planul cărții:

1-2. Descoperirea revelației. 
3-6. Strigătul creației către Dumnezeu împotriva faptelor omului; 
7-10. Îngerii îi înfățișează lui Dumnezeu faptele săvârșite de oameni;
11-18. Moartea și judecata celor drepți și a celor păcătoși;
19-30.Vedenia raiului;
31-44. Iadul. Pavel obține odihnă pentru cei osândiți în ziua Învierii Domnului. 
45-51. A doua vedenie a raiului.

## Traduceri în limba română
Nu se cunoaște data primei traduceri a acestui apocrif în limba română. Din secolele XVI-XVIII se păstrează cinci versiuni, aflate în următoarele miscelanee: Codex Sturdzanus, Codicele Todorescu, Codicele Marțian (acesta reproduce întocmai versiunea anterioară), Apocriful Iorga și Ms. rom. BAR 4988. Cercetând aceste texte, filologul Gheorghe Chivu a ajuns la concluzia că ele nu descind din versiunea slavă publicată de Božidar Vuković la Veneția în 1520, ci dintr-o altă redacție slavă manuscrisă, deci traducerea în română s-a putut face chiar înaintea acestui an.

### Traduceri moderne
Cele mai noi ediții în limba română au fost publicate de Editura Polirom și Editura Herald:
- Apocalipsa lui Pavel, editie bilingvă, traducere de Smaranda Bădiliță și Cristian Bădiliță. Introducere de Cristian Bădiliță, Iași, Editura Polirom, 1997.
- Apocalipsa lui Pavel, în Apocalipse apocrife ale Noului Testament, Traducerea textelor și îngrijire ediție: Gheorghe Fedorovici, Monica Medeleanu, Editura Herald, Colecția Manuscris, București, 2007, ISBN: 978-973-7970-62-6, pp. 63-95.